# کلیسای جامع پیزا
کلیسای جامع پیزا (ایتالیایی: Cattedrale Metropolitana Primaziale di Santa Maria Assunta; Duomo di Pisa) یک کلیسای جامع قرون وسطایی روم است که به معراج مریم در Piazza dei Miracoli در پیزا، ایتالیا اختصاص دارد. این یک نمونه قابل توجه از معماری رومانسک است، به ویژه سبک معروف به Pisan Romanesque مقر اسقف اعظم پیزا است.

## تاریخچه
ساخت کلیسای جامع در سال ۱۰۶۳ توسط معمار Buscheto آغاز شد و هزینه‌ها با استفاده از غنایمی که در سال ۱۰۶۳ در جنگ با مسلمانان در سیسیل جنگیده بود پرداخت شد. این عناصر شامل سبک‌های مختلفی است: کلاسیک، لومپارد-امیلی، بیزانس و اسلامی، با توجه به حضور بین‌المللی بازرگانان پیسان در آن زمان. در همان سال، کلیسای سنت مارک بازسازی خود را در ونیز آغاز کرد، این نشان از یک رقابت شدید بین دو جمهوری دریایی برای دیدن اینکه کدام یک می‌تواند زیباترین و مجلل‌ترین عبادتگاه را ایجاد کند، وجود دارد.
در سال ۱۰۹۲ کلیسای جامع به عنوان کلیسای ابتدایی اعلام شد، به اسقف اعظم داگوبرت که توسط پاپ اوربان دوم عنوان نخست‌وزیر داده شد. کلیسای جامع در سال ۱۱۱۸ توسط پاپ ژلاسیوس دوم، که از خانواده Caetani بود که هم در پیزا و هم در روم قدرتمند بود، تقدیس شد.

## قسمت داخلی
قسمت داخلی، از جلو به یک شبستان مرکزی تقسیم شده‌است که در دو طرف آن با دو راهرو کناری و در سه شبستان با گذرگاه و آبسه قرار دارد، با سنگ مرمر سفید و سیاه پوشیده شده‌است، با ستونهای سنگ مرمر خاکستری یکپارچه که دارای سرستونهای قرنتیان است. این سقف دارای کف چوبی قهوه ای قرن هفدهم است که توسط Domenico و Bartolomeo Atticciati ساخته شده و با ورق طلا تزئین شده‌است. این نشان آمریکایی را به همراه دارد. احتمالاً سقف اولیه سازه ای با خرپاهای چوبی بوده‌است.

## قسمت خارجی
تزئینات غنی خارجی شامل سنگ مرمر، موزاییک، و اشیا numerous برنز متعدد از غنایم جنگی است، از جمله گریفین است که در سال ۱۰۶۱ در پالرمو گرفته شد و بعداً در قسمت شرقی سقف قرار گرفت. در اوایل قرن نوزدهم، مجسمه اصلی که اکنون در موزه کلیسای جامع دیده می‌شود، از پشت بام برداشته شد و یک نسخه جایگزین آن شد. طاقهای مرتفع تأثیر اسلامی و جنوبی ایتالیا را نشان می‌دهد. قوس‌های کور با اشکال لوزی سازه‌های مشابهی را در ارمنستان به یاد می‌آورند. نمای سنگ مرمر خاکستری و سفید، تزئین شده با درج‌های مرمر رنگی، توسط استاد Rainaldo ساخته شده‌است. بالای سه درگاه چهار سطح گلدان وجود دارد که توسط قرنیزهایی با داخل مرمر ساخته شده‌است و در پشت آنها پنجره‌های یک، دو و سه‌گانه باز می‌شود.